# Csho Kvangre
Csho Kvangre (hangul: 조광래, handzsa: 趙廣來, RR: Cho Kwang-rae; Csindzsu, 1954. március 19. –) dél-koreai válogatott labdarúgó, edző.

## Pályafutása

### Klubcsapatban
1978-ban a POSCO FC csapatában kezdte a pályafutását. 1980 és 1981 között a Szangmu FC játékosa volt. 1982 és 1987 között a Daewoo Royalsban szerepelt, melynek tagjaként két alkalommal (1984, 1987) nyerte meg a dél-koreai bajnokságot.

### A válogatottban
1977 és 1986 között 100 alkalommal játszott a dél-koreai válogatottban és 15 gólt szerzett. Részt vett az 1980-as Ázsia-kupán és az 1986-os világbajnokságon, ahol Argentína ellen csereként, a Bulgária és az Olaszország elleni csoportmérkőzéseken pedig kezdőként lépett pályára, utóbbin öngólt szerzett.

### Edzőként
1987 és 1992 között a Daewoo Royals csapatánál kezdte az edzősködést segédedzőként. 1992-ben a dél-koreai válogatott szakmai munkáját segítette. 1992-től 1994-ig a Daewoo Royals vezetőedzője volt. 1995 és 1997 között a Szuvon Samsung Bluewings csapatánál dolgozott. 1999-től 2004-ig az Anyang LG Cheetahs, 2007-től 2010-ig a Kjongszang FC vezetőedzője volt. 2010-ben kinevezték a dél-koreai válogatott szövetségi kapitányának. A nemzeti csapattal bronzérmet szerzett a 2011-es Ázsia-kupán.   

## Sikerei, díjai

### Játékosként
Daewoo Royals
- Dél-koreai bajnok (2): 1984, 1987
- AFC-bajnokok kupája (1): 1985–86

Dél-Korea
- Ázsia-játékok aranyérmes (2): 1978. 1986
- Ázsia-kupa döntős (1): 1988

### Edzőként
Anyang LG Cheetahs
- Dél-koreai bajnok (1): 2000
- AFC-bajnokok kupája döntős (1): 2001–02

Dél-Korea
- Ázsia-kupa bronzérmes (1): 2011